# Džangdžjadžje
Džangdžjadžje (poenostavljeno kitajsko: 张家界; tradicionalno kitajsko: 張家界; pinjin: Zhāngjiājiè) je mesto prefektura na severozahodnem delu province Hunan, Ljudska republika Kitajska. Obsega okrožje Jongding, Vulingjuan in okrožja Cili in Sangdži. Tu je  slikovito območje Vulingjuan (tudi Dežela stolpov), ki je bilo leta 1992 uvrščeno na Unescov seznam svetovne dediščine in je tudi območje stopnje AAAAA (največja znamenitost) določeno pri Kitajski nacionalni upravi za turizem. 

## Zgodovina
Mesto se je prej imenovalo Dajong (大 庸) in ima zapisano zgodovino od leta 221 pr. n. št. Ljudje so živeli ob obeh bregovih reke Lišui (matična reka v Džangdžjadžjeju, zdaj v mejah mesta) zelo zgodaj, že v času kamene dobe. Človekova naselbina v tej regiji datira več kot 100.000 let v preteklost, tekmec tako znamenitih območij kot so Šjan, Peking in drugi. Leta 1986 je Akademija kitajske družbene znanosti odkrila predmete iz kamene dobe v okrožju Cili, to je 108 kamnitih predmetov različnih oblik. Po besedah arheologov so bili ti predmeti izdelani pred približno 100.000 leti. Kmalu zatem, leta 1988, je Arheološki inštitut province Hunan našel še druge predmete v okrožju Sangdži, vključno s tremi kosi kamnitih predmetov, za katere je bilo prav tako ocenjeno, da so bili izdelani pred več kot sto tisoč leti.
Pred deset tisoč leti so tisti, ki so živeli v mejah mesta, ki je zdaj Džangdžjadžje, uporabljali ogenj za pečenje keramike. Arheologi so odkrili več kot 20 ostankov te vrste v okrožju Cili, v okrožju Sangdži pa črno glineno posodo, okrašeno z edinstvenim vzorcem, stara deset tisoč let. V tem času je bila ta tehnika žganja lončenine najnaprednejša na Kitajskem. Te tehnološke rešitve pri oblikovanju kamnitih orodij in v lončarstvu naj bi kazale na visoko razvito kulturo v tej regiji. Vendar pa se je družba razvijala le kratek čas preden se je zmanjšala in jo je nadomestila druga regionalna sila. To se zdi razumljivo glede na oddaljen geografski položaj Džangdžjadžjeja, njegov nerazvit kopenski in rečni promet ter hribovit teren težek za kmetovanje. Zaradi teh razlogov je bil Džangdžjadžje označen kot »dežela barbarske južne manjšine« že od zgodnje zapisane zgodovine. Dodatni deskriptorji imena so bili »neomikani ljudje iz Vulinga« in "neomikani ljudje iz Tudžja ", kar nakazuje na diskriminatorna stališča do regionalne kulture. 

## Izvor imena
Ime mesta Džangdžjadžje je bilo sprejeto leta 1994 po Narodnem gozdnem parku na slikovitem območju Vulingjuan (武陵源), da bi postalo bolj pomembno in po tem, da je bila ta lokacija leta 1992 določena kot svetovna dediščina Unesca. Narodni gozdni park Džangdžjadžje je dobil ime po imenu majhne vasi, ki leži znotraj njegovih meja in zdaj priljubljena turistična znamenitost znotraj parka. Tristopenjsko ime (张家界) je mogoče razlagati takole: "Džang" (张) je običajen priimek na Kitajskem; "džja" (家) lahko prevedemo kot 'družina' in "džje" (界) se lahko prevede kot 'domovina', kar daje zaključen prevod 'Džang družinska domovina'. Poročali so, da je vsaj en turistični vodnik rekel, da je bilo ime mogoče izbrati kot posredovanje ideje ali vtisa »Odprite družinska vrata, da pozdravite svet« (张开 家门 引进 世界), vendar to ni bilo lokalno sprejeto in neposreden prevod pomena imena. Uradna različica imena je povezana z generalom Hanov, Džang Ljangom, ki se je preselil na območje po sumu Lju Banga, cesarja Hanov, začel preganjati svoje osebje in generale, ki so prispevali da je postal cesar. Tako naj bi ime pomenilo, da je družina Džang tukaj postavila dom. 

## Administrativne enote
Džangdžjadžje upravlja dve mestni okrožji in dva okraja.
- Jongding mestno okrožje (永定区) (ki vsebuje osrednje, pozidano območje mesta Džangdžjadžje)
- Vulingjuan mestno okrožje (武陵源区)
- okraj Cili (慈利县)
- okraj Sangdži (桑植县)

| Map                              |
| -------------------------------- |
| Jongding Vulingjuan Cili Sangdži |

## Pobratena mesta
Džangdžjadžje je pobraten z:
- Hadong County, Južna Koreja (2006)
- Santa Fe, Nova Mehika, ZDA (2009)
- Naruto, Tokušima, Japonska (2011)
- Arouca (Porto), Portugalska (2017)